# Moutiers-sur-le-Lay
Moutiers-sur-le-Lay – miejscowość i gmina we Francji, w regionie Kraj Loary, w departamencie Wandea.
Według danych na rok 1990 gminę zamieszkiwało 601 osób, a gęstość zaludnienia wynosiła 33 osoby/km² (wśród 1504 gmin Kraju Loary Moutiers-sur-le-Lay plasuje się na 785. miejscu pod względem liczby ludności, natomiast pod względem powierzchni na miejscu 630.).